# Shades (film)
Pour les articles homonymes, voir Shade.
Shades est un film dramatique belge réalisé par Erik Van Looy, sorti en 1999.
Le scénario du film est vaguement basé sur l'histoire du tueur belge Freddy Horion et son évasion de prison en 1982.

## Fiche technique
- Scénario : Erik Van Looy, Paul Breuls et Guy Lee Thys
- Musique : Alex Callier du groupe belge Hooverphonic

## Distribution
- Mickey Rourke : Paul S. Sullivan
- Gene Bervoets : Max Vogel
- Andrew Howard : Dylan Cole
- Mireille Leveque : Michelle Miller
- Jan Decleir : Freddy Lebecq
- Mike Verdrengh : Harry Koning
- Hilde Van Mieghem : Cathy
- Tom Van Bauwel : Mark Vandenbroeck
- Rudolph Segers : Crazy Mike
- Koen De Bouw : Bob
- Luk D'Heu : Van Riet
- Filip Peeters : Weber
- Sally-Jane Van Hoorenbeeck : Lily
- Gert Lahousse : Peter
- Tine Reymer : Bianca
- Marilou Mermans : Shopkeeper
- Vic de Wachter : Prosecution
- Gert Portael : Night porter
- Axel Daeseleire : Extra in parking loft
- Wim Stevens : Extra in parking loft
- Bert Struys : Louis Verbiest
- Ellen Dierckx : Young woman
- Eddy Vereycken : Prison guard
- Victor Zaidi : Jail Guardian
- David Steegen : Armand
- Chantal Leyers : Script girl
- Dimitri Leue : Young accountant
- Peter Borghs : Grumpy prop master
- Inge De Waele : French girl
- Tania Kloek : Sexy waitress
- Mercedes : Stripper
- Roland De Jonghe : Bianca's father
- Martine Tanghe : présentatrice
- Dany Verstraeten : présentateur
- Mindy Ran : présentatrice
- Gregory Cascante : Voice Gregory
- Leen Demaré : Voice TV-show
- Jan Vandermotten : Video crew
- Chris Laureys : Video crew
- Gregory Brems : membre de l'équipe du film
- Robert De Meulder : membre de l'équipe du film
- Marc Ickx : membre de l'équipe du film
- Bert Janssen : membre de l'équipe du film
- Jacques Peustjens : membre de l'équipe du film
- Fleur Pyretz : membre de l'équipe du film
- Veerle Robbijns : membre de l'équipe du film
- Serge Schaut : membre de l'équipe du film
- Jurgen Van Haver : membre de l'équipe du film
- Bert Want : membre de l'équipe du film
- Beaujack : le chien de Mickey
- Jonathan Maxwell Reeves : le cameraman paparazzi
- Matthew Hobbs : lui-même